# Prasinocyma votiva
Prasinocyma votiva är en fjärilsart som beskrevs av Louis Beethoven Prout 1913. Prasinocyma votiva ingår i släktet Prasinocyma och familjen mätare. Inga underarter finns listade i Catalogue of Life.